# Eleições estaduais em Santa Catarina em 1945
As eleições estaduais em Santa Catarina em 1945 foram realizadas no dia 2 de dezembro de acordo com as regras fixadas no Decreto-Lei n. 7.586 e numa resolução do Tribunal Superior Eleitoral publicada em 8 de setembro como parte das eleições gerais no Distrito Federal, 20 estados e no território federal do Acre. Foram eleitos os senadores Nereu Ramos e Ivo de Aquino, além de nove deputados federais enviados à Assembleia Nacional Constituinte para elaborar a Constituição de 1946 e restaurar o regime democrático após o Estado Novo.
Último governador constitucional ungido na República Velha, Fúlvio Aducci foi deposto pelas forças ligadas à Revolução de 1930 a qual entregou o poder aos militares, que comandaram o estado por três anos até o breve governo de Manuel Pedro da Silveira. Passada esta fase o executivo catarinense foi entregue aos cuidados de uma dinastia representada por Aristiliano Ramos, até que este deixou o poder em 1935; o que não impediu sua família de conservar-se no poder durante os dez anos seguintes. Ao final deste período o poder foi entregue a interventores federais até a realização de eleições diretas para governador em 1947.
Nascido em Lages numa família com longa tradição política, o advogado Nereu Ramos formou-se pela Universidade de São Paulo. Jornalista, foi eleito deputado estadual por duas vezes na década de 1910 e anos depois fundou o Partido Liberal Catarinense. Foi impedido de assumir o mandato de deputado federal por causa da Revolução de 1930, mas elegeu-se para o mesmo cargo em 1933, um ano depois de atuar como um dos fundadores da Faculdade de Direito de Santa Catarina. Graças aos ditames da Constituição de 1934, foi eleito governador de Santa Catarina por via indireta no ano seguinte e depois foi convertido em interventor federal por conta do Estado Novo. Deposto do cargo, foi eleito senador via PSD em 1945, ocupando uma cadeira que já pertencera a seu pai, Vidal Ramos, e a Cândido Ramos, outro de seus familiares. Seu mandato como senador foi interrompido após sua eleição como vice-presidente da República ao lado de Eurico Gaspar Dutra um dia depois de promulgada a Constituição de 1946.
Natural de Florianópolis, o advogado Ivo de Aquino é formado pela Universidade Federal do Rio de Janeiro e tão logo voltou ao seu estado, viveu entre a sua profissão, o magistério e a lida política. Procurador fiscal do estado e professor da Universidade Federal de Santa Catarina, foi prefeito de Canoinhas, três vezes deputado estadual nos anos 1920 e quatro vezes secretário de estado durante os quinze anos da Era Vargas, integrou o Instituto Histórico e Geográfico de Santa Catarina e a Academia Catarinense de Letras. Filiado ao PSD, foi eleito senador em 1945.

## Resultado da eleição para senador
Com informações do Tribunal Regional Eleitoral de Santa Catarina, cujo acervo informa a ocorrência de 377.551 votos nominais.
| Candidatos a senador da República | Primeiro suplente de senador | Número | Coligação           | Votação | Percentual |
| --------------------------------- | ---------------------------- | ------ | ------------------- | ------- | ---------- |
| Nereu Ramos PSD                   | Não havia PSD                | -      | PSD (sem coligação) | 110.740 | 29,33%     |
| Ivo de Aquino PSD                 | Carlos da Costa Pereira PSD  | -      | PSD (sem coligação) | 110.548 | 29,28%     |
| Aristiliano Ramos UDN             | Não havia -                  | -      | UDN (sem coligação) | 71.220  | 18,86%     |
| Adolfo Konder UDN                 | Não havia -                  | -      | UDN (sem coligação) | 71.125  | 18,84%     |
| Getúlio Vargas PTB                | Não havia -                  | -      | PTB (sem coligação) | 10.385  | 2,75%      |
| Luís Carlos Prestes PCB           | Não havia -                  | -      | PCB (sem coligação) | 1.895   | 0,50%      |
| Álvaro Soares Ventura PCB         | Não havia -                  | -      | PCB (sem coligação) | 1.638   | 0,44%      |

## Deputados federais eleitos
São relacionados os candidatos eleitos com informações complementares da Câmara dos Deputados.

Representação eleita
  PSD: 7
  UDN: 2

Fonteː
| Deputados federais eleitos | Partido | Votação | Percentual | Cidade onde nasceu   | Unidade federativa |
| Aderbal Ramos da Silva     | PSD     | 28.007  |            | Florianópolis        | Santa Catarina     |
| Tavares do Amaral          | UDN     | 14.434  |            | Itajaí               | Santa Catarina     |
| Altamiro Guimarães         | PSD     | 14.346  |            | Tubarão              | Santa Catarina     |
| Otacílio Costa             | PSD     | 9.806   |            | Lages                | Santa Catarina     |
| Tomaz Fontes               | UDN     | 9.636   |            | Itajaí               | Santa Catarina     |
| Orlando Brasil             | PSD     | 6.907   |            | Laguna               | Santa Catarina     |
| Roberto Grossenbacher      | PSD     | 5.933   |            | Blumenau             | Santa Catarina     |
| Rogério Vieira             | PSD     | 5.469   |            | São Francisco do Sul | Santa Catarina     |
| Hans Jordan                | PSD     | 4.224   |            | Joinville            | Santa Catarina     |
| Fonte:                     |         |         |            |                      |                    |